# Łysica (Góry Wałbrzyskie)
Łysica (niem. Kahl-Berg, Kahlberg) – szczyt w Sudetach Środkowych, w północno-zachodniej części Gór Wałbrzyskich, na granicy powiatów jaworskiego i wałbrzyskiego; wys. 666 m n.p.m.; stanowi punkt graniczny między dorzeczami Bobru, Kaczawy (poprzez Nysę Szaloną) i Bystrzycy (poprzez Strzegomkę); na południowych stokach, na wys. ok. 635 m n.p.m., znajdują się źródła Strzegomki (z tabliczką o tym informującą).